# PCBM
PCBM ([6,6]-Phenyl-C61Buttersäuremethylester) ist eine chemische Verbindung aus der Gruppe der Fullerene. Sie wurde in den 1990er Jahren erstmals synthetisiert.

## Eigenschaften
PCBM ist ein organischer n-leitender-Halbleiter, der in Chlorbenzol löslich ist.

## Verwendung
PCBM wird für organische Solarzellen und organische Feldeffekttransistoren verwendet.